# Pro Evolution Soccer 2012
Pro Evolution Soccer 2012 (skraćeno PES 2012, u Aziji službeno World Soccer: Winning Eleven 2012) jedanaesta je nogometna videoigra u serijalu Pro Evolution Soccer, proizvođača i izdavača Konamija uz pomoć Blue Sky Teama. Lionela Messija, koji se pojavljivao na omotima igre od PES-a 2009, zamijenio je Cristiano Ronaldo, koji je već bio na omotu izdanja 2008. Što se tiče japanske verzije omota, Messija zamjenjuje Shinji Kagawa, dok su u dva američka kontinenta na omotu Ronaldo i Neymar.
Kao i prijašnje tri verzije igre, i ovo izdanje ima UEFA-inu licencu za Ligu prvaka, Europsku ligu i Superkup zajedno s licencom CONMEBOL-a za Copa Santander Libertadores. Konami je 28. srpnja 2011. potvrdio da će PES 2012 biti izdan za Xbox 360, PlayStation 3 i Microsoft Windows dana 14. listopada 2011. u Europi, a 6. listopada u Japanu. Na Gamescom konferneciji najavljeni su datumi izlaska za PlayStation Portable i PlayStation 2 konzole, 28. listopada; dok je Wii verzija izdana 4. studenog 2011. Također su potvrđene proizvodnje za Nintendo 3DS i Apple iOS.
Izdane su dvije demoverzije igre, obje za PS3, Xbox 360 i PC. Prvi se bazira na prošlom izdanju igre i izdan je 24. kolovoza 2011., ali ipak nije napravljen za Xbox zbog "problema s obje strane", prema riječima voditelja PES-ova tima. Drugi je demo izašao 14. rujna za sve tri spomenute platforme.

## Sadržaj s licencom
Zahvaljujući ekskluzivnom ugovoru s UEFA-om i CONMEBOL-om, UEFA Liga prvaka, UEFA Europska liga, UEFA Superkup i Copa Libertadores imaju punu licnecu. Natjecanja su ubačena u novu opciju zvanu "Football Life", koja se sastoji od prijašnje "Master lige" i "Become a Legend-a", te jedne nove opcije "Club Boss". Kao i prijašnje izdanje, postoje dvije lige s fiktivnim klubovima i igračima ("PES League" i "D2 League"), od kojih se svaka može u potpunosti uređivati. 

### Lige
- Ligue 1
- Eredivisie
- La Liga
- Serie A — Svi klubovi licencirani, samo ime lige nije ("Italian League")
- FA Premier liga — 2 momčadi licencirane: Manchester United i Tottenham Hotspur
- Primeira Liga — 3 momčadi licencirane: Benfica, Porto i Sporting CP
- J League — samo na japanskoj verziji za PS3

### Reprezentacije
PES 2012 sadrži 82 nogometne prerezentacije, a samo je Novi Zeland nova dodana momčad u serijalu.
| Sjeverna i Južna Amerika: - Kanada * - Kostarika * - Honduras * - Meksiko * - Panama * - SAD * - Argentina - Bolivija - Brazil - Čile - Kolumbija - Ekvador - Paragvaj * - Peru - Urugvaj - Venezuela * | Azija i Oceanija: - Australija - Bahami * - Kina * - Iran * - Irak * - Jordan * - Kuvajt * - Sjeverna Koreja * - Katar * - Saudijska Arabija * - Južna Koreja - Sirija * - Tajland * - UAE * - Uzbekistan * - Novi Zeland | Europa: - Austrija - Belgija - BiH * - Bugarska - Hrvatska - Češka - Danska - Engleska - Finska - Francuska - Njemačka - Grčka - Mađarska - Izrael - Italija - Crna Gora * - Nizozemska | - Sjeverna Irska - Norveška - Poljska - Portugal - Irska - Rumunjska - Rusija - Škotska - Srbija * - Slovačka * - Slovenija - Španjolska - Švedska - Švicarska - Turska - Ukrajina * - Wales * |

Bilješke:
- kurziv: Reprezentacija je potpuno licencirana.
- * Reprezentacija se sastoji od fiktivnih igrača

### Klubovi

#### Europa
| - Genk - Standard de Liège - Dinamo Zagreb - Sparta Prag - København - HJK Helsinki - Bayer Leverkusen - Bayern München - AEK Atena - Olympiacos | - Panathinaikos - PAOK - Rosenborg - Wisła Kraków - Oțelul Galați - CSKA Moskva - Rubin Kazan - Zenit St. Peterburg - Celtic - Rangers | - AIK - Basel - Beşiktaş - Fenerbahçe - Galatasaray - Trabzonspor - Šahtar Donjeck - Dinamo Kijev |

#### Južna Amerika
Originalni klubovi za Copa Santander Libertadores u PES-u 2012. U kasnijem zimskom update-izdanju, neki su klubovi dodani, a neki oduzeti s popisa.
| - C.A. Boca Juniors - River Plate - Banfield - Colón - Estudiantes de La Plata - Lanús - Newell's Old Boys - Vélez Sarsfield - Blooming - Bolívar - Real Potosí - Corinthians - Cruzeiro - Internacional | - Santos FC - Universidad Católica - Universidad de Chile - Colo-Colo - Once Caldas - Junior Barranquilla - Deportes Tolima - Deportivo Cuenca - Emelec - Deportivo Quito - Chivas de Guadalajara - Monarcas Morelia - Monterrey - San Luis | - Estudiantes Tecos - Cerro Porteño - Club Libertad - Nacional - Alianza Lima - Juan Aurich - Universitario - Nacional - C.A. Cerro - Racing Montevideo - Caracas F.C. - Deportivo Italia - Deportivo Táchira |

### Stadioni
| #  | Stadion               | Država     | Korisnici          |
| -- | --------------------- | ---------- | ------------------ |
| 1  | Old Trafford          | Engleska   | Manchester United  |
| 2  | Wembley Stadium       | Engleska   | Engleska           |
| 3  | Camp Nou              | Španjolska | Barcelona          |
| 4  | Santiago Bernabéu     | Španjolska | Real Madrid        |
| 5  | Stade de France       | Francuska  | Francuska          |
| 6  | Stade Louis II        | Francuska  | Monaco             |
| 7  | Juventus Arena        | Italija    | Juventus           |
| 8  | Giuseppe Meazza       | Italija    | Internazionale     |
| 9  | San Siro              | Italija    | Milan              |
| 10 | Stadio Olimpico       | Italija    | Lazio i Roma       |
| 11 | Estádio do Dragão     | Portugal   | Porto              |
| 12 | Estádio José Alvalade | Portugal   | Sporting CP        |
| 13 | Estádio da Luz        | Portugal   | Benfica            |
| 14 | Amsterdam ArenA       | Nizozemska | Ajax               |
| 15 | El Monumental         | Argentina  | River Plate        |
| 16 | Saitama Stadium 2002  | Japan      | Urawa Red Diamonds |
| 17 | Allianz Arena         | Njemačka   | Bayern München     |

## Sadržaj bez licence

### Natjecanja
| Država | Ime na PES-u     | Pravo ime       |
| ------ | ---------------- | --------------- |
|        | English League   | Premier League  |
|        | Ligue 1          | Ligue 1         |
|        | Italian League   | Serie A         |
|        | Eredivisie       | Eredivisie      |
|        | Portugese League | Liga Zon Sagres |
|        | Liga BBVA        | Liga BBVA       |

| Država | Ime na PES-u    | Pravo ime        |
| ------ | --------------- | ---------------- |
|        | English Cup     | FA kup           |
|        | French Cup      | Coupe de France  |
|        | Italian Cup     | TIM Cup          |
|        | Netherlands Cup | KNVB Beker       |
|        | Portugese Cup   | Taça de Portugal |
|        | Spanish Cup     | Copa del Rey     |

| Područje       | Ime na PES-u      | Pravo ime               |
| -------------- | ----------------- | ----------------------- |
| Europa         | European Cup      | Europsko prvenstvo      |
| Afrika         | African Cup       | Afrički kup nacija      |
| Amerika        | American Cup      | Copa America            |
| Azija/Oceanija | Asia-Oceanian Cup | AFC Azijski kup         |
| Svijet         | International Cup | FIFA Svjetsko prvenstvo |

### Klubovi
| - FA Premier liga: 1. North London (Arsenal) 2. West Midlands Village (Aston Villa) 3. Lancashire (Blackburn Rovers) 4. Middlebrook (Bolton Wanderers) 5. London FC (Chelsea) 6. Merseyside Blue (Everton) 7. West London White (Fulham) 8. Merseyside Red (Liverpool) 9. Man Blue (Manchester City) 10. Tyneside (Newcastle United) 11. Northluck C (Norwich City) 12. North West London (Queens Park Rangers) 13. The Potteries (Stoke City) 14. Wearside (Sunderland AFC) 15. Swearcle (Swansea City) 16. West Midlands Stripes (West Bromwich Albion) 17. Lancashire Athletic (Wigan Athletic) 18. Wolves (Wolverhampton Wanderers) | - Primeira Liga: 1. Aratalcao (Académica) 2. Befmaxao (Beira-Mar) 3. Bresigne (Braga) 4. Forceilho (Feirense) 5. Gavorence (Gil Vicente) 6. Maseadeira (Marítimo) 7. Nardimcol (Nacional) 8. Osquancha (Olhanense) 9. Podefteza (Paços de Ferreira) 10. Rovaneche (Rio Ave) 11. Uqueidol (UD Leiria) 12. Viscuato (Vitória de Guimarães) 13. Verfolcao (Vitória de Setúbal ) |  |

## Vanjske poveznice
- Službena stranica
- HCL recenzija